# نشانه دروزیه
نشانهٔ دُروزیه (انگلیسی: Duroziez's sign) نشانه‌ای از نارسایی آئورت است که طی آن یک سوفل دیاستولی بر روی سرخرگ رانی در اثر فشردن قسمت زنگوله‌ای گوشی پزشکی بر روی آن شنیده می‌شود.
این نشانه این به نام پزشک فرانسوی پل لوئی دروزیه نام‌گذاری شده است که شرح آن را در سال ۱۸۶۱ منتشر کرد، اما گفته می‌شود نخستین بار پزشک پرتغالی پدرو فرانسیسکو دا کاستا آلوارنگا آن را در سال ۱۸۵۵ گزارش کرد و به‌همین سبب گاهی بدان «نشانهٔ آلوارنگا-دُروزیه» گفته می‌شود.